# Ménage à quatre
Pour plus de détails, voir Fiche technique et Distribution.
Ménage à quatre (Why Do Fools Fall in Love) est un film américain réalisé par Gregory Nava, sorti en 1998.

## Synopsis
Au milieu des années 80, trois femmes se disputent l'héritage et les royalties du chanteur de doo-wop Frankie Lymon. Lors du procès qui les oppose, chacune raconte son histoire d'amour avec le musicien.

## Fiche technique
- Titre original : Why Do Fools Fall in Love
- Titre français : Ménage à quatre
- Réalisation : Gregory Nava
- Scénario : Tina Andrews
- Photographie : Edward Lachman
- Montage : Nancy Richardson
- Musique : Stephen James Taylor
- Production : Paul Hall et Stephen Nemeth
- Pays de production : États-Unis
- Format : Couleurs - 1,85:1 - Mono
- Genre : Drame, romance et biopic
- Durée : 116 minutes
- Date de sortie : 1998

## Distribution
- Halle Berry (VF : Maïk Darah) : Zola Taylor
- Vivica A. Fox : Elizabeth « Mickey » Waters
- Lela Rochon : Emira Eagle
- Larenz Tate : Frankie Lymon
- Paul Mazursky : Morris Levy
- Pamela Reed : le juge Lambrey
- Alexis Cruz : Herman Santiago
- Jon Huertas : Joe Negroni
- David Barry Gray : Peter Markowitz
- Miguel A. Nunez Jr. (VF : Med Hondo) : Little Richard jeune
- Clifton Powell : Lawrence Roberts
- Lane Smith : Ezra Grahme
- Ben Vereen (VF : Marc Cassot) : Richard Barrett
- Paula Jai Parker : Paula King
- Marcello Thedford : le trafiquant de drogue
- Norris Young : Jimmy
- Little Richard : lui-même
- Aries Spears : Redd Foxx
- J. August Richards : Sherman
- Shirley Caesar : la ministre / la chanteuse aux funérailles